# Рётельбах
Рётельбах (нем. Rötelbach) — река в Германии, протекает по земле Баден-Вюртемберг, правый приток Ягста.
Рётельбах берёт начало примерно в 400 м севернее деревни Людвигсруэ. Течёт на север, затем поворачивает на запад. Впадает в Ягст в местечке Эвербах (коммуна Мульфинген).
Общая длина реки составляет 9,8 км, площадь бассейна — 28,7 км². Высота истока 475 м, высота устья 275 м.